# Aerobiologie
Aerobiologie is een tak van de wetenschap biologie, welke het passieve transport van zich in de lucht begevende micro-organismen, en deeltjes afkomstig van organismen, zoals plant en dier bestudeert. De aerobiologie levert een waardevolle bijdrage aan het onderzoek naar bijvoorbeeld stofallergieën, hooikoorts en luchtweginfecties door externe invloeden. De aerobiologie houdt zich louter bezig met het passieve transport van deeltjes in de lucht (lees: deeltjes die zich onder invloed van luchtverplaatsing voortbewegen), niet met bijvoorbeeld vogels, die actief, wat in dezen wil zeggen: op eigen kracht, door de lucht bewegen. Noch houdt de wetenschap zich bezig met ontastbare zaken, zoals geluidsgolven, die zich door de lucht bewegen. Ook de luchtverplaatsing zelf, hoort niet tot de kern van het vakgebied, alléén de deeltjes die zich onder invloed hiervan voortbewegen.